# Shinji Fujiyoshi
Shinji Fujiyoshi (藤吉 信次 Fujiyoshi Shinji?, nacido el 3 de abril de 1970 en Machida, Tokio) es un exfutbolista y entrenador japonés que jugaba de delantero. Su último club fue el New Wave Kitakyushu de Japón y actualmente dirige al Fukui United FC.

## Trayectoria

### Clubes
| Club                | País  | Año         |
| ------------------- | ----- | ----------- |
| Verdy Kawasaki      | Japón | 1989 - 1996 |
| Kyoto Purple Sanga  | Japón | 1996 - 1999 |
| Vegalta Sendai      | Japón | 2000 - 2002 |
| Chengdu Five Bulls  | China | 2003        |
| FC Ryukyu           | Japón | 2004 - 2006 |
| New Wave Kitakyushu | Japón | 2007 - 2009 |

## Palmarés

### Títulos nacionales
| Título                   | Club           | País  | Año       |
| ------------------------ | -------------- | ----- | --------- |
| Japan Soccer League      | Yomiuri        | Japón | 1990-1991 |
| Copa Japan Soccer League | Yomiuri        | Japón | 1991      |
| Japan Soccer League      | Yomiuri        | Japón | 1991-1992 |
| Copa J. League           | Verdy Kawasaki | Japón | 1992      |
| Copa J. League           | Verdy Kawasaki | Japón | 1993      |
| J1 League                | Verdy Kawasaki | Japón | 1993      |
| Copa J. League           | Verdy Kawasaki | Japón | 1994      |
| J1 League                | Verdy Kawasaki | Japón | 1994      |